# Rembrandt (1942)
Rembrandt, späterer Verleihtitel Ewiger Rembrandt ist ein deutscher Spielfilm von Hans Steinhoff aus dem Jahr 1942. Er behandelt das Leben des niederländischen Malers Rembrandt van Rijn.

## Handlung
Während einer Feier zu seinen Ehren bekommt der Maler Rembrandt van Rijn von Frans Banning Cocq den Auftrag, die Amsterdamer Schützengilde zu malen. Als die Schützengilde gemeinsam als Gruppe und nicht einzeln gemalt werden will, fühlt sich Rembrandt dem Auftrag zunächst nicht gewachsen und will diesen wieder zurückgeben, bis ihm die rettende Idee kommt, die Gilde als eine Truppe in Bewegung zu malen. Umso besessener beginnt er mit der Arbeit, über die er sogar die kränkliche Saskia vernachlässigt. Diese verfügt in der Zwischenzeit über ihren Notar, dass nach ihrem Tod ihr ganzes Vermögen an Rembrandt ausgezahlt werden soll. Nach Vollendung des Bildes kehrt der begeisterte Rembrandt mit Geschenken zu Saskia zurück. Als sie nach einer Atemnot schläft, verlässt er das Haus, um die Meinung seiner Auftraggeber über das Bild einzuholen. Diese reagieren empört, weil sich keiner angemessen dargestellt fühlt. Rembrandts wütende Reaktion auf die Engstirnigkeit der Gilde wird von der Nachricht unterbrochen, sofort zu der sterbenden Saskia nach Hause zu kommen; aber auch ihr sofort benachrichtigter Arzt Nicolaes Tulp kann nichts mehr für sie tun.
Saskias Familie zeigt sich empört über das Testament Saskias, Rembrandt zieht sich vorübergehend auf die Mühle seines Bruders zurück. In der Zwischenzeit stellt seine Haushälterin Geertje Dircx als Unterstützung die junge Hendrickje Stoffels ein; der Kunstmäzen Jan Six kauft Ujlenburgh zur Unterstützung Rembrandts dessen Schuldscheine ab. Statt jedoch seine Schulden zu bezahlen, kauft Rembrandt dem erfolglosen Künstler Hercules Pieterszoon Seghers dessen Bilder ab. Geertje kann Rembrandt dazu bringen, sie nackt zu malen. Als Rembrandt auch Hendrickje malen will, wird sie von Geertje zunächst vor die Tür gesetzt, bleibt aber doch; stattdessen schickt Rembrandt die wütende Geertje aus dem Haus. Bald steht diese mit ihrem Bruder Piet vor Rembrandts Tür, um Rembrandt mit dem Nacktporträt zu erpressen. Sie werden jedoch von Hendrickje verjagt, welche dem überraschten Rembrandt mitteilt, dass sie ein Kind von ihm erwartet. Geertje und ihr Bruder geben sich jedoch nicht geschlagen und schwärzen Rembrandt und Hendrickje bei der Kirche an, dass diese in Sünde zusammenleben; Hendrickje muss sich vorm Kirchenrat verantworten und wird von den Amsterdamern geächtet.
Als Rembrandt gepfändet wird, gibt Hendrickje Saskias Schmuck als den ihrigen aus, um zumindest diesen vor der Pfändung zu retten. Da der Erlös der Zwangsversteigerung nicht ausreicht, um Rembrandts Schulden zu decken, fleht Rembrandt Ujlenburgh, der gerade dabei ist, Rembrandts Bilder mit Gewinn zu verkaufen, um Gnade an. Hendrickje kommt auf die rettende Idee, einen Kunsthandel zu gründen und Rembrandt als ihren Mitarbeiter einzustellen. Als Ujlenburgh die schwangere Hendrickje bedrängt, dass der Kunsthandel nur Schwindel sei, bricht diese zusammen und stirbt wenig später. Tulp tröstet den verzweifelten Rembrandt, dass das Schicksal ihm diese Prüfungen auferlegt hat, weil sein Leben nicht aus Glanz, sondern aus Tiefe besteht.
Im Alter macht sich Rembrandt gemeinsam mit seinem Freund Seeghers über die materialistische Einstellung der Menschen lustig und will nichts weiter als malen. Als er auf einem Dachboden seine verstaubte Nachtwache wiederfindet, kommt er zu der Erkenntnis, dass er nicht umsonst gelebt hat.

## Zum Film
Das Drehbuch von Hans Steinhoff und Kurt Heuser basiert teilweise auf dem Roman Zwischen Hell und Dunkel von Valerian Tornius. Gedreht wurde vom 18. Oktober 1941 bis zum Dezember 1941 in den Ufa-Ateliers Tempelhof und Babelsberg bei Berlin und in den Cineton-Ateliers in Amsterdam und Den Haag. Uraufführung war am 19. Juni 1942 in Berlin, Mercedes-Palast Neukölln. Die Filmprüfstelle versah Rembrandt mit dem Prädikat „künstlerisch wertvoll“.

## Kritiken
- Lexikon des internationalen Films: „Ausgezeichnet fotografiert und gespielt, aber nicht frei von Einflüssen der nationalsozialistischen Kulturlenkung.“[1]
- Francis Courtade/Pierre Cadars: Geschichte des Films im Dritten Reich, 1975: „Richard Angst, einer der besten Kameraleute des Dritten Reichs, hat wirklich verstanden, alles aus den raffinierten Dekors des Caligari-Ausstatters Walter Röhrig herauszuholen.“